# Terrestrisk
Ordet terrestrisk, även terrester, kommer ursprungligen ifrån latinet och betyder jord eller land. Det kan exempelvis vara tal om jordlevande/landlevande djur, och dessa kan alltså kallas terrestriska. Med en terrestrisk växt menar man en landlevande växt, och utesluter då inte sällan mossor och alger, vilket i praktiken gör det till en synonym för landlevande kärlväxter.
Ordet (ofta nerkortat till terra) förekommer också flitigt inom Science Fiction, där det avser någonting som härstammar ifrån planeten jorden och inte är utomjordiskt.